# Syracuse Hancock International Airport
Syracuse Hancock International Airport is een internationale luchthaven op ongeveer 7 km ten noorden van het centrum van de stad Syracuse in de Amerikaanse staat New York. De luchthaven wordt ook gebruikt door de Air National Guard, die het Hancock Field Air National Guard Base noemt.

## Geschiedenis
Het eerst vliegveld nabij Syracuse was het Syracuse City Airport, dat opende in 1928 nabij de westelijke voorstad Camillus. Kort nadat de Verenigde Staten in de Tweede Wereldoorlog werden betrokken, begon de USAAF met de bouw van een nieuwe vliegbasis nabij Mattydale. Op de basis werden bommenwerpers geassembleerd en getest.  Na de Tweede Wereldoorlog nam de stad Syracuse het beheer van het vliegveld over en werd het omgevormd tot een commerciële luchthaven, die in 1949 als Clarence E. Hancock Airport opende, genoemd naar een voormalig congreslid voor de regio rond Syracuse.
In 1962 werd een nieuw terminalgebouw in gebruik genomen in het midden van het vliegveld. In 1970 kreeg het vliegveld de status van internationale luchthaven, en werd de naam gewijzigd in Syracuse Hancock International Airport.